# Наррация
Нарра́ция (лат. Narratio, первоначально термин классической риторики, обозначающий «изложение») — термин нарратологии, в широком смысле — то же, что процесс повествования (в отличие от нарратива, обозначающего «повествование как произведение»).
У Жерара Женетта (наиболее скрупулезно систематизировавшего понятия) — порождающий повествовательный акт, ситуация или инстанция повествования, производящая инстанция нарративного дискурса, «изложение истории».
Согласно Вольфу Шмиду, наррация «является результатом композиции, организующей элементы событий в искусственном порядке (ordo artificialis)», причем в этой композиции «образуется смысл, активизирующий смысловой потенциал, заложенный в истории».